# خورخه پائولو لمان
خورخه پائولو لمان، (به انگلیسی: Jorge Paulo Lemann) (زاده ۲۶ اوت ۱۹۳۹) کارآفرین و بانکدار سوئیسی-برزیلی است، که در حال حاضر به‌عنوان ثروتمندترین فرد برزیل، شناخته می‌شود، وی در ماه مارس ۲۰۱۷ با دارایی خالص ۲۹٫۲ میلیارد دلار، در فهرست بلومبرگ، در رتبه ۲۲ از ثروتمندترین افراد جهان، قرار گرفت. وی هم‌اکنون مالک شرکت‌های انهایزر-بوش اینبیف و لوجاس آمریکاناس می‌باشد.